# 1403

## Починали
- 9 март – Баязид I, султан на Османската империя
- Евтимий Български, Патриарх на България